# Барака встречает Барака
«Барака встречает Барака» (араб. بركة يقابل بركة‎) — саудовская комедийная драма 2016 года саудовского режиссёра Махмуда Саббаха. Фильм рассказывает историю любви, в которой юмор служит противовесом трудностям в отношениях пары. Основные съёмки картины начались 25 сентября 2015 года и закончились 22 октября того же года. Фильм был полностью снят в Джидде и был выдвинут Саудовской Аравией на соискание премии «Оскар» за лучший фильм на иностранном языке на 89-й церемонии. Это было второе выдвижение от Саудовской Аравии после номинирования картины «Ваджда».
Премьера фильма состоялась в рамках программы Форума 66-го Берлинского международного кинофестиваля, став первым саудовским полнометражным фильмом, премьера которого прошла на этом фестивале. Картина была удостоена Приза экуменического жюри в Берлинале. «Барака встречает Барака» была включена в программу «Berlinale Spotlight», представлявшую Берлинский кинофестиваль, на 14-м Международном кинофестивале в Морелии, в Мексике, в октябре 2016 года.
Фильм также был представлен на 38-м Каирском международном кинофестивале, став первым саудовским фильмом, когда-либо участвовавшим в фестивале, где также получил признание.
«Барака встречает Барака» вышла в прокат во множестве стран, включая Германию, Швейцарию, Австрию, ОАЭ, Египет и Тунис. В Германии он демонстрировался в 20 кинотеатрах по всей стране, премьерный показ состоялся 9 марта 2017 года.
Netflix приобрела права на международное распространение фильма через систему VoD. Премьера состоялась во всех регионах Netflix (кроме MENA) 12 октября 2017 года, что сделало его первым саудовским фильмом, доступном на потоковом сервисе.

## Сюжет
Парень из среднего класса встречает девушку из богатой семьи, и они заводят роман в стране, где это не приветствуется. Барака (Хишам Фагих) — добродушный государственный служащий, который ездит по Джидде и выписывает штрафы за мелкие правонарушения. Биби (Фатима Аль-Банави) размещает тщательно обрезанные видеоролики в Instagram, собирая миллионы подписчиков. Они встречаются в музее, и Барака заинтересовывает Биби, так её настоящее имя также Барака, которое довольно редко в Саудовской Аравии. Влюблённые не могут найти подходящее место для свидания и даже короткая встреча оказывается сложной задачей из-за строгой государственной политики Саудовской Аравии. Барака также начинает сравнивать сегодняшнюю саудовскую культуру с культурой поколения своего дяди, глядя на старые фотографии, он рассказывает, как мужчины и женщины могли общаться на публике, а кроме имамов в стране были и другие кумиры.

## Критика
Нейл Янг из The Hollywood Reporter назвал фильм в своём обзоре программы Берлинского кинофестиваля «лёгким очарованием с политическими колючками». Дэвид Д’Арси из Screen Daily отмечал, что «Барака встречает Барака» вместо того, чтобы «крушить барьеры и кидать бомбы в табу», избрала «путь юмора умной сдержанности».
Александр Салс на RogerEbert.com отметил, что фильм одновременно очарователен и содержателен, являясь одним из лучших примеров своего жанра.
Критик из The Guardian Джордан Хоффман дал фильму 3 из 5 звёзд.